# Il volo della fenice (film 2004)
Il volo della fenice (Flight of the Phoenix) è un film del 2004 diretto da John Moore. È un remake dell'omonimo film del 1965.
Le riprese del film sono state effettuate nel deserto della Namibia.

## Trama

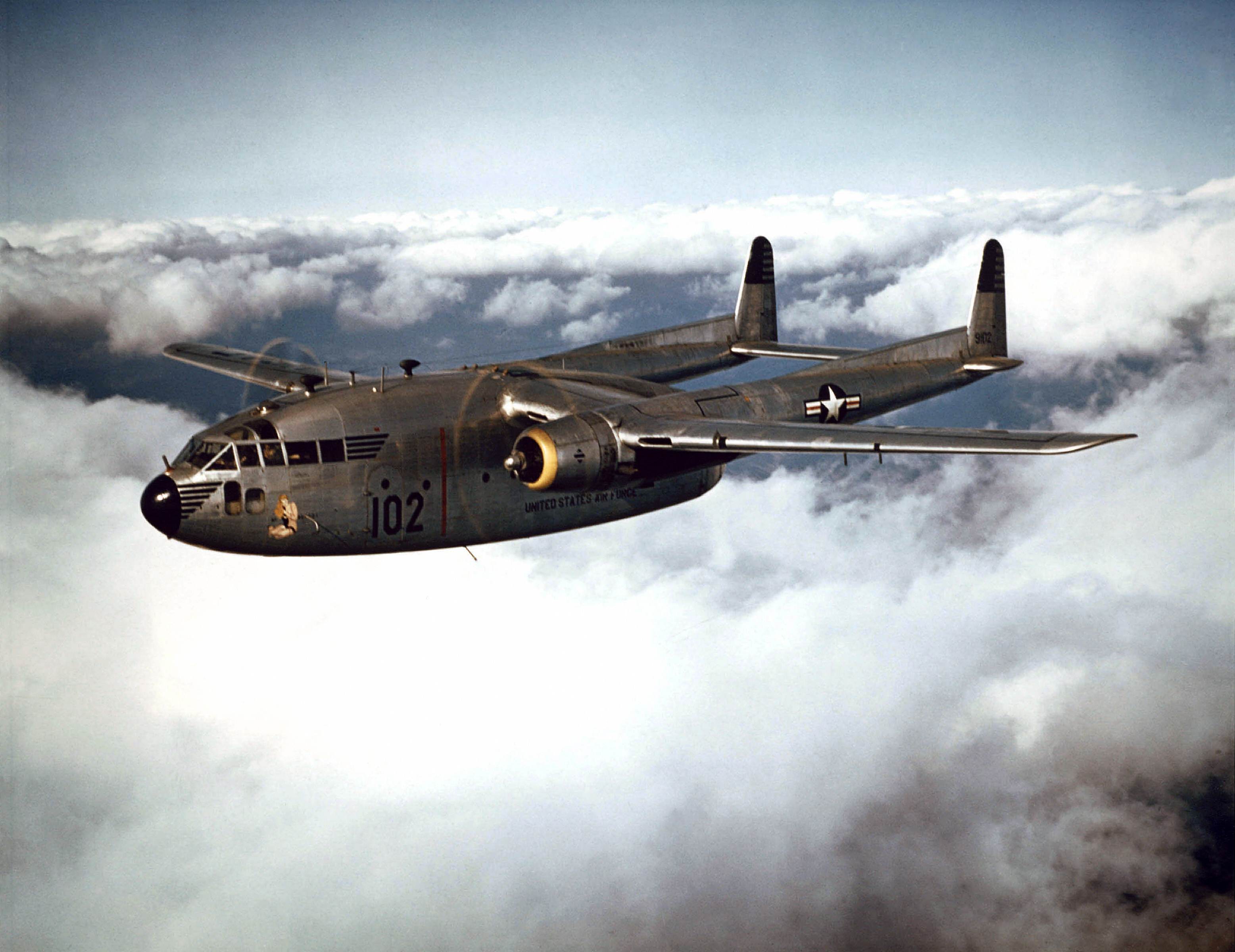
Un C-119 Flying Boxcar qui visibile nella livrea della United States Air Force, l'aeronautica militare statunitense.

Frank Towns è il comandante e pilota di un Fairchild C-119 Flying Boxcar, un bimotore da trasporto. Assieme al suo copilota A.J. ha ricevuto il compito di evacuare un gruppo di ricercatori da uno sperduto impianto di trivellazione petrolifera "Amarcore" in Mongolia a causa del loro insuccesso nella ricerca del petrolio. Giunto al campo di trivellazione ordina al gruppo dei tecnici presenti di prepararsi per il viaggio e di caricare l'attrezzatura, oramai inutile, tra le proteste di Kelly, la loro responsabile, che prevede un ingiusto licenziamento della squadra. Al termine dei preparativi, poco prima del decollo compare Eliott, un timido ed indecifrabile intruso che, come conferma Kelly, non era parte della missione ma era arrivato dal nulla per seguire un suo non ben preciso percorso spirituale. Eliott chiede un passaggio inizialmente rifiutato da Towns adducendo che il velivolo era già al limite del suo valore di carico utile, poi comunque accettato a patto che non fosse d'intralcio.
Durante il volo nella porzione di cielo al di sopra del deserto del Gobi l'equipaggio si trova ad affrontare un'imprevista tempesta di sabbia e, benché sconsigliato da A.J., Towns invece di ritornare alla base decide di affrontare la tempesta sorvolandola con una netta cabrata. La soluzione non si rivelerà però favorevole al capitano: dopo aver perso, strappata dal vento contrario, l'antenna di comunicazione radio e benché fosse riuscito a trovare un'iniziale via sgombra, è costretto a volare alla cieca nella bufera che comincia, per l'effetto abrasivo della sabbia a causare dei problemi al motore di sinistra. Questo comincia a perdere colpi fino a che inizia a bloccarsi per perdere la connessione dell'elica la quale staccandosi e infilandosi nella fusoliera quasi la taglia in due parti appena dopo la cabina di pilotaggio. Oramai incontrollabile il velivolo precipita.
I superstiti, nel bel mezzo del deserto, si trovano ad affrontare la scarsità di cibo e acqua e l'angoscia di non essere ritrovati. Ma grazie all'ingegno di Elliott, dopo lunghe discussioni, si uniscono per costruire un nuovo aereo, realizzato con i rottami della carcassa del C-119.
Dopo tante peripezie, riescono finalmente a tornare a casa.

## Produzione
Per la realizzazione del film sono stati utilizzati quattro aerei:
- Fairchild C-119G, N15501 - riprese in volo. (ancora in volo nel 2007, ora parte della Lauridsen Collection presso il Buckeye Municipal Airport, febbraio 2010.[1])
- Fairchild C-119F, BuNo.131700 / N3267U - relitto nel deserto.
- Fairchild C-119F, BuNo.131691 - "Fenice" di scena.
- Fairchild C-119F, BuNo.131706 - "Fenice" di scena.

Per i primi piani è stato costruito una "Fenice" che poteva essere fatto rullare ma non fatto volare. Il Phoenix nelle scene di volo è stato costruito con un modello radiocomandato in scala del C-119 Flying Boxcar. Il modello costò 250.000 dollari e tramite computer si riuscì a rendere accettabili le riprese, ma leggermente lontane dalla realtà.